# Melioracje leśne
Melioracje leśne – zabiegi, których podstawowym i zasadniczym celem jest poprawa (polepszenie) warunków produkcyjnych siedliska na powierzchniach leśnych przewidzianych do odnowienia lub też powierzchni nieleśnych przeznaczonych do zalesienia oraz zwiększenie zdolności produkcyjnych (biologicznych) gleb w uprawach i starszych drzewostanach.
Zabiegi melioracyjne przeprowadza się głównie w okresie poprzedzającym odnowienie lub zalesienie na powierzchniach o niekorzystnych dla wzrostu i rozwoju przyszłych upraw warunkach strukturalnych, wilgotnościowych i żyznościowych gleby.

## Podział zabiegów melioracyjnych
- melioracje agrotechniczne (agromelioracyjne)
- melioracje wodne,
  - melioracje podstawowe,
  - melioracje półpodstawowe,
  - melioracje szczegółowe.

## Zakres melioracji leśnych
- ustalanie wydm piaszczystych,
- odwadnianie terenu i nawadnianie terenu,
- likwidacja warstwy rudawcowej,
- usuwanie zniszczonych lub mocno uszkodzonych upraw i młodników, jeżeli nie podlegają dalszemu użytkowaniu,
- oczyszczanie terenu z uciążliwych chwastów,
- nawożenie mineralne i organiczne,
- inne zabiegi agrotechniczne.